# Örebro landsfiskalsdistrikt
Örebro landsfiskalsdistrikt var 1918-1951 ett landsfiskalsdistrikt i Örebro län, bildat när Sveriges indelning i landsfiskalsdistrikt trädde i kraft den 1 januari 1918, enligt beslut den 7 september 1917. När Sveriges nya indelning i landsfiskalsdistrikt trädde i kraft den 1 januari 1952 (enligt kungörelsen 1 juni 1951) upphörde distriktet och dess ingående områden delades mellan Örebro stad och Glanshammars landsfiskalsdistrikt.
Landsfiskalsdistriktet låg under länsstyrelsen i Örebro län.

## Ingående områden
Den 1 januari 1937 inkorporerades Längbro landskommun i Örebro stad. När Sveriges nya indelning i landsfiskalsdistrikt trädde i kraft den 1 oktober 1941 (enligt kungörelsen den 28 juni 1941) överfördes Almby landskommun till Glanshammars landsfiskalsdistrikt. Samtidigt tillfördes området för det upphörda Tysslinge landsfiskalsdistrikt. Den 1 januari 1943 (enligt beslut den 21 augusti 1942) inkorporerades Ånsta landskommun i Örebro stad.

### Från 1918
Örebro härad:
- Almby landskommun
- Axbergs landskommun
- Ekers landskommun
- Hovsta landskommun
- Längbro landskommun
- Ånsta landskommun

### Från 1937
Örebro härad:
- Almby landskommun
- Axbergs landskommun
- Ekers landskommun
- Hovsta landskommun
- Ånsta landskommun

### Från 1 oktober 1941
Örebro härad:
- Axbergs landskommun
- Ekers landskommun
- Gräve landskommun
- Hovsta landskommun
- Kils landskommun
- Mosjö landskommun
- Tysslinge landskommun
- Täby landskommun
- Vintrosa landskommun
- Ånsta landskommun

### Från 1943
Örebro härad:
- Axbergs landskommun
- Ekers landskommun
- Gräve landskommun
- Hovsta landskommun
- Kils landskommun
- Mosjö landskommun
- Tysslinge landskommun
- Täby landskommun
- Vintrosa landskommun